# Parafia św. Józefa Oblubieńca Najświętszej Maryi Panny w Sannikach
Parafia Świętego Józefa Oblubieńca Najświętszej Maryi Panny w Sannikach – parafia rzymskokatolicka należąca do dekanatu Sanniki diecezji łowickiej. Erygowana w 1441. Mieści się przy ulicy Warszawskiej. Duszpasterstwo w niej prowadzą księża diecezjalni. Od 2021 roku proboszczem parafii jest ks. Andrzej Sałkowski.
Dp parafii należą wierni z miejscowości: Aleksandrów, Brzezia, Czyżew, Krubin, Mocarzewo, Sanniki, Staropól, Szkarada.